# 勒塞勒
勒塞勒（法語：Lecelles，法語發音：[ləsɛl]）是法国上法蘭西大區北部省的一个市镇，属于瓦朗谢讷区。

## 地理
勒塞勒（50°28'15"N, 3°23'40"E）面积16.24 平方千米，位于法国上法蘭西大區北部省，该省份为法国最北部的省份及最长的省份，西北濒北海，西接加来海峡省，南至埃纳省和索姆省，东与比利时接壤。
与勒塞勒接壤的市镇（或旧市镇、城区）包括：布吕讷欧、萨梅翁、坦圣阿芒、莫尔德、尼韦勒、罗叙、吕姆日、圣阿芒莱索。

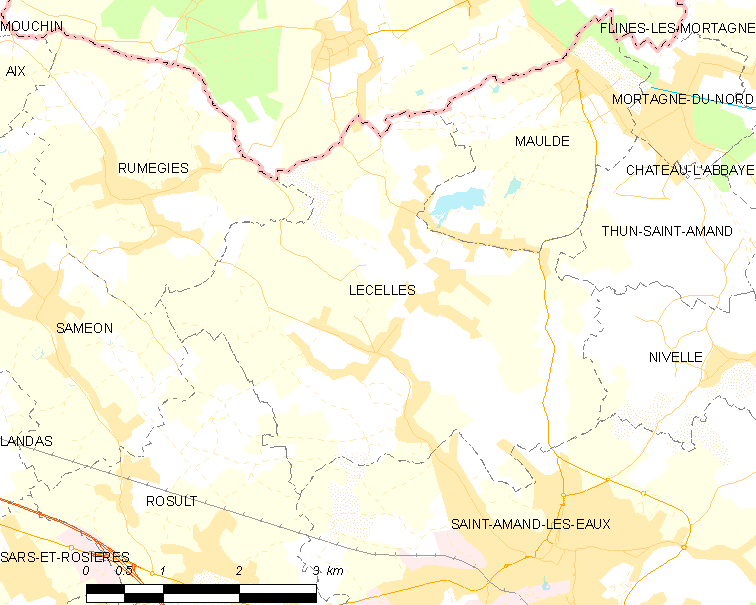
勒塞勒的OSM定位图

勒塞勒的时区为UTC+01:00、UTC+02:00（夏令时）。

## 行政
勒塞勒的邮政编码为59226，INSEE市镇编码为59335。

## 政治
勒塞勒所属的省级选区为圣阿芒莱索县。

## 人口

1962-2008年间勒塞勒人口变化图示

勒塞勒于2022年1月1日时的人口数量为3048人。